# 小林弘隆
小林 弘隆（こばやし ひろたか、1938年3月15日 - 1994年3月4日）は、日本の画家・イラストレーターである。
東京都杉並区出身。モデルガンメーカーの「MGC」社員としてボックスアートや広告デザインを手がけ 、また明日 蘭（あした らん）名義で映画・銃器を題材にしたイラストエッセイを執筆した。親しい人からは「イラストの小林」を縮めた「イラコバ」と呼ばれていた。
父は挿絵画家の小林秀恒。妻は漫画家のヒサクニヒコの妻の妹。長男はイラストレーターの小林秀樹。
師匠は父の弟子であった挿絵画家の小松崎茂。

## 作品
- 1969年（昭和44年）以降のMGC社員時代には、同社で数多くのボックスアートや説明書などのイラスト・広告デザインを手掛け[11]、ガンマニアたちを唸らせた[3]。
- 1980年（昭和55年）に月刊「コンバット・マガジン」で挿絵を描くようになり、それ以降「明日 蘭（あしたらん）」名義で専門誌や一般誌でイラストを担当した[4]が、その多くは映画や銃に関する蘊蓄（うんちく）が手書きで添えられたものだった[9][12]。1985年（昭和60年）から担当した 「週刊プレイボーイ」誌（集英社刊）の映画紹介のページでは担当ページがB5判１ページであったことから解説の分量がさらに増し、例えば映画「ハメット」の回では解説の手描き文字の数が約600字に及んた[13]。
- こうした小林のイラストについて銃・映画関係のレポーター、エッセイストのくろがねゆうは「独特の暖かみを持った絵と、専門家でもなかなか知らない色んな蘊蓄（うんちく）やトリビア・ネタの書き込みも人気でした。」と記している[6]。また映画監督の押井守は「銃は常にキャラクターやドラマとともにあり、イラコバさんの画集は、銃を愛する人々に、その記憶を鮮明に蘇らせる強力なデバイスでもあります。」と『イラコバワークス 小林弘隆画集』の帯に記している[14]。
- ほとんどの作品はケント紙にロットリングで描かれたもの[9]で、一部には厚手のトレーシングペーパーにロットリングで描かれたものもあった[15]。
- 原稿のサイズはイラストが使用されるサイズの2倍以上、映画のイラストに文字を書き込むようになってからは3～4倍（通常は1.5倍くらいで十分）になることも多かったが、これはイラストが拡大されて使用されることにより線が汚く見えることを嫌ったためであった[15]。

## 逸話
- 親しい人からは「イラストの小林」を縮めた「イラコバ」と呼ばれていた[6]が、これはMGC社員時代に同社に小林姓の社員が何人もいたため、区別するために付けられたニックネームであった[8]。
- 博学で、特に銃と映画に関しては関係者から「わからないことがあればイラコバさんに聞け」と言われる程だったという[6]。
- 映画に関しては、体調を崩した時期を除き年間平均500本もの作品を見ていた[5]。さらに記憶力が抜群に良く、画面にちらっと映った銃がどういう物か瞬時に見抜いたという[16]。
- 1989年（平成元年）以降、映画などの映像作品の制作にも関わるようになり、映画「226」において資料提供、オリジナルビデオ作品「ミカドロイド」において戦闘アンドロイドと銃器のデザインを担当、映画「眠らない街〜新宿鮫〜」のメカニックデザインを担当するなどした[4][11]。
- 没後の2004年（平成16年）から2005年（平成17年）頃にかけて、フランスの「Soft Air Mag」誌において数回に分けて紹介された[11]。

## 略歴
- 1938年（昭和13年） 東京都杉並区に生まれる。
- 1955年（昭和30年） 杉並区立泉南中学校を卒業後、挿絵画家を目指し小松崎茂に弟子入りする[3]。
- 1958年（昭和33年） この頃独立し、以降漫画雑誌や児童単行本で活躍[3][11]。
- 1969年（昭和44年） モデルガンメーカーのMGCに専属イラストレーターとして入社。これは同じ小松崎茂門下生で、当時既にMGCの専属イラストレーターであった上田信[注釈 1]の推薦によるものであった[17][3]。
- 1973年（昭和48年） 漫画家のヒサクニヒコの妻の妹の節子と結婚[7][8]。
- 1980年（昭和55年） 月刊「コンバット・マガジン」誌（ワールドフォトプレス社刊）創刊号から「明日 蘭（あしたらん）」名義でイラストを担当[4]。特にくろがねゆうの連載「モデルガン・テストレポート」では毎回イラストを担当する。[注釈 2]。
- 1985年（昭和60年） 「週刊プレイボーイ」誌（集英社刊）の映画ページのイラスト担当を始める(「明日 蘭」名義、文は小峯隆生が担当)[4][注釈 3]。イラストには手描きで小林自身の映画解説が添えられていた [21]。
- 1986年（昭和61年） 月刊「Gun」誌（国際出版株式会社刊）でくろがねゆうの連載エッセイ「カレイドスコープ」のイラスト担当を始める（「明日 蘭」名義）[22][23]。
- 1987年（昭和62年） 「スクリーン」誌（近代映画社刊）で銃や軍装関係についてのイラストや解説の担当を始める(「明日 ラン」名義）[11]。
- 1994年（平成6年） 肝臓がんのため逝去。享年55歳。墓地は文京区の大円寺[9]

## 画集
- 小林弘隆『世界映画・拳銃大図鑑―小林弘隆ベストワーク集』くろがねゆう 監修、洋泉社、1997年。ISBN 978-4896912654。
- 小林弘隆『イラコバワークス 小林弘隆画集』くろがねゆう 監修、エンターブレイン、2006年。ISBN 978-4757727335。

## 参考資料
- 大橋博之『SF挿絵画家の時代』本の雑誌社、2012年。ISBN 978-4860112332。

## 参考サイト
「小林弘隆 (明日蘭・イラコバ) 1938年～1994年）」Studio KOPAN/小林秀樹公式サイト内